# شی هایرونگ
شی هایرونگ (انگلیسی: Shi Hairong؛ زادهٔ ۲۷ مارس ۱۹۷۷) بازیکن والیبال اهل چین بود. وی در بازی‌های المپیک تابستانی ۲۰۰۸ شرکت کرده‌است.